# Подкопаевский переулок
Подкопа́евский переулок — улица в центре Москвы в Басманном районе между Хохловским и Подколокольным переулками. Расположен в исторической местности древней Москвы — Белом городе на Кулишках.

## Происхождение названия
Первоначально (до XIX века) назывался Никольским (название встречается уже в документе 1631 года) — по Церкви Николая Чудотворца, что в Подкопаях, а Подкопаевским же назывался переулок, носящий теперь название Подколокольный. Замена закрепилась, скорее всего, в связи с появлением в 1800—1802 годах Церкви Рождества Богородицы на Стрелке, под колокольней которой он начинается и поныне.
Современное название Подкопаевский сохраняет название местности — древнее село Подкопаево — которое объясняют тем, что здесь, в старину, под холмом на берегу реки Рачки добывали глину, подкапывая холм. Здесь же на углу нынешних Подколокольного и Подкопаевского переулков стоит Церковь Николая Чудотворца в Подкопаях, известная с 1493 года.
В 1493 году государь и великий князь Иван III после сильнейшего пожара, истребившего его дворец в Кремле, некоторое время жил у церкви Николы в Подкопаях, пока не был выстроен новый дворец.

Об этом два раза сообщает великокняжеский летописец:
«Того же лета (7001), июля 16, во вторникъ, въ 11 часъ дни, зажже громъ с молоньею <…>. А изъ Заречья въ граде загореся князя великого дворъ и великіе княгини и оттоле на Подоле житници загорешяся и дворъ князя великого новой за Архаггеломъ выгоре и митрополичъ дворъ выгоре и оу Пречистые олтарь огоре подъ немецкимъ железомъ и во граде всеа лачюги выгореша, понеже бо не поспеша поставляти хоромъ после вешняго пожара, и церквы Иоаннъ Предтеча оу Боровицкихъ вороть выгоре и западе. И изъ города торгь загореся и оттоле посадъ выгоре возле Москву до Зачатия на Востромъ конць и по Васильевский Лугъ и по Все Святые на Кулишки и Стретенска оулица вся выгоре до Вьсполья и церковь каменаа оу Сретеніе огоре. И много бо тогда людемъ скорбости бысть: больший двою соть человекъ згоре людей, а животовъ бесчислено выгоре. А все то погоре единого полудни, а летописець и старые людие сказывають: какъ Москва стала, таковъ пожарь не бывалъ. Тогда же стоялъ князь великий оу Николы оу Подкопаева, оу Яузы, въ крестьянскихъ дворехъ».

«Въ лето 7002, месяца ноября,<…> въ 10, в недѣлю, вшелъ князь великій в новой дворъ жити въ граде на Москве, а стоялъ после пожара оу Николы оу Подкопаева на крестьяньскихъ дворехъ».
В середине XVII века в приходе церкви Николы в Подкопаях находилась усадьба Лукьяна Голосова. По его фамилии был назван исчезнувший в 1745 году Голосов переулок.

## Описание
Подкопаевский переулок начинается от Хохловского переулка, проходит вниз на юго-запад, слева на него выходят Малый и Большой Трёхсвятительские переулки. Заканчивается на Подколокольном переулке.

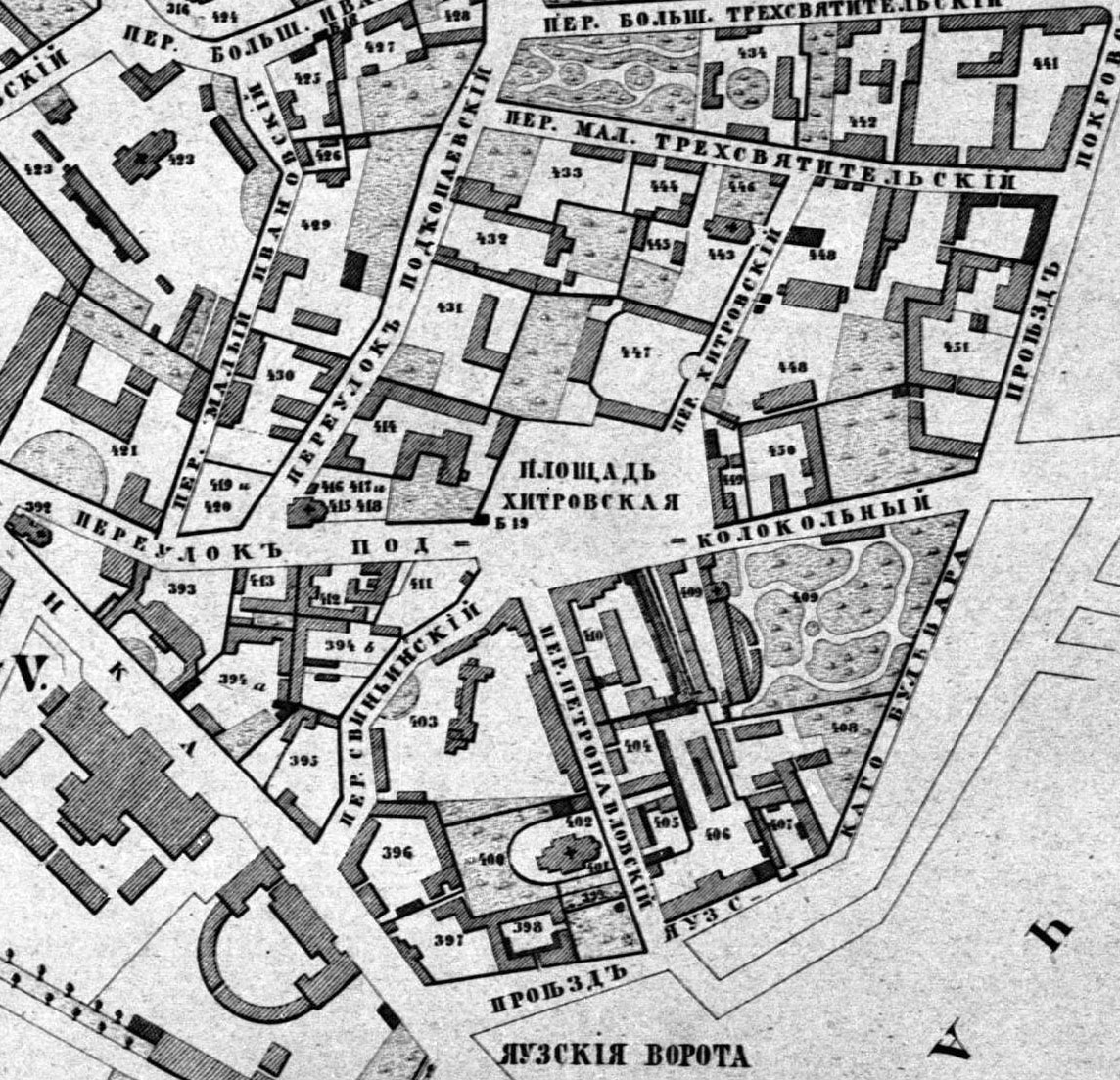
Подкопаевский переулок и Хитровская площадь на плане Алексея Хотева. 1853.

Кварталы нечётной стороны Подкопаевского переулка входят в выявленный Объект культурного наследия «Достопримечательное место „Ивановская горка — Кулишки — Хитровка“».

## Здания и сооружения
По нечётной стороне:

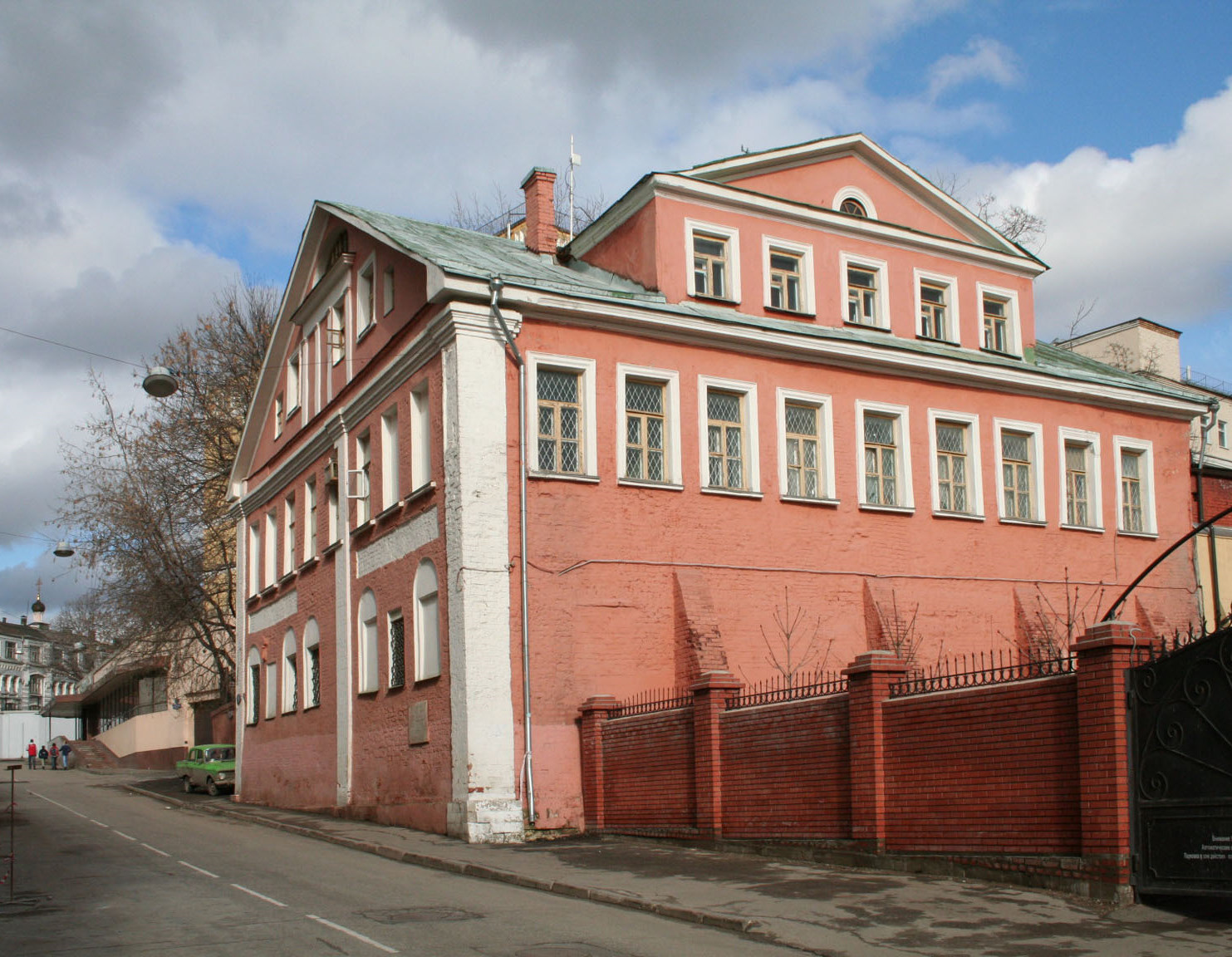
Так называемые «Палаты Шуйских» в Подкопаевском переулке. Правая часть дома относится к XVII веку, левая же пристроена в XVIII веке. Сохранились своды и восстановлены наличники XVII века, оказавшиеся после перестройки дома внутри помещения.

- Дом 5/2 — Палаты Шуйских (а также: подпорная стена, 1-я половина XIX века, пилоны ворот с фрагментом восточной ограды, 1-я половина XIX в. (объекты культурного наследия)[2]
- Дом 5/2 стр. 2 — Дом доходный Карниловых — здание поликлиники ФСБ, 1879 г., втор. четв. — сер. XX века (ценный градоформирующий объект)[2]
- Дом 7 — дом причта Церкви Николая Чудотворца в Подкопаях
- Дом 9 — жилой дом (1980-е)
- Дом 9 стр. 1 — Доходное владение церкви Рождества Богородицы на Кулишках, (1884, архитектор В. Н. Карнеев); нач. XX вв.) — Спортивный фонд молодежи «Рико»
- Дом 11/11 — доходный дом Е. П. Ярошенко (1866, 1902)
- № 11/11, строение 5 — Хозяйственная постройка в доходном владении П. В. Степанова — Е. П. Ярошенко (1890, архитектор А. А. Никифоров)
- Дом 15/9 — Церковь Николая Чудотворца в Подкопаях

По чётной стороне:
- Дом 6/2 стр.1 (Хохловский пер., д. 2/6) — Главный дом усадьбы М. В. Челнокова, 1837, 1856 (выявленный Объект культурного наследия)[2][3]
- Дом 4, стр.6-а — ателье (пошив и ремонт одежды)
- Дом 6/11 (Малый Ивановский пер., д.11/6 стр. 2) — доходный дом О. П. Кучумовой (Дом доходный — дом жилой, 1894 г., арх. Ф. Ф. Воскресенский[4], 1970-е гг., ценный градоформирующий объект)[2]
- Дом 8/13/5 — СП «Кластер»

## Транспорт
- м. Китай-город (южный выход) — пешком.